# یوستوس فون دونانی
یوستوس فون دونانی (به آلمانی: Justus von Dohnányi) (زادهٔ ۲ دسامبر ۱۹۶۰) هنرپیشه اهل آلمان است.
از فیلم‌ها یا برنامه‌های تلویزیونی‌ای که او در آن نقش داشته‌است می‌توان به سقوط، آزمایش، قبل از سقوط، بودنبروک‌ها، یک قهوه در برلین، مردان آثار یادبود، سپتامبر، هیندنبورگ و زن طلایی‌پوش اشاره کرد. او برندهٔ جوایزی همچون جایزه فیلم آلمان شده‌است.
او فرزند کریستف فون دونانی (دوخنانی)، رهبر ارکستر است.